# Dryobota inversa
Dryobota inversa är en fjärilsart som beskrevs av Gstl. Dryobota inversa ingår i släktet Dryobota och familjen nattflyn. Inga underarter finns listade i Catalogue of Life.